# لمور ورزشکار داراینا
 لمور ورزشکار داراینا (نام علمی: Lepilemur milanoii) نام یک گونه از سرده لمورهای ورزشکار است.